# Þrúðheimr
En la Mitología nórdica, Þrúðheimr (que significa mundo de fuerza en Nórdico antiguo, es un territorio de Asgard, reino y hogar del dios Thor según el poema de la Edda poética Grímnismál, (cap. 4) pero en la Edda prosaica de Snorri Sturluson, (Gylfaginning, (cap. 21, 47); Skáldskaparmál, (cap. 17)) y Saga Ynglinga, (cap. 5) el nombre de la residencia de Thor es Þrúðvangr o Þrúðvangar. En ese reino vive Thor y su familia en el palacio de Bilskirnir.
Þrúðheimr sin embargo se menciona en la Edda de Snorri Sturluson, pero en el prólogo(cap. 22) donde es el nombre de la residencia de los gigantes Þjazi y Skaði, pero los otros tres principales manuscritos, junto con Grímnismál, (cap. 11) mencionan Þrymheim.